# Länsväg Z 568
Länsväg 568 eller egentligen Länsväg Z 568 är en länsväg i Bräcke och Östersunds kommuner i Jämtlands län som går mellan tätorten Gällö (E14) och E45 söder om Brunflo. Vägen är 35 kilometer lång och passerar bland annat byarna Revsund, Haga och Rossbol.
Från Gällö fram till Revsund är vägen asfalterad, därefter belagd med grus fram till byn Valne, där den återigen är asfalterad fram till korsningen med E45.
Inom Gällö tätort heter vägen Revsundsvägen.
Vägen ansluter till:
- Europaväg 14 (vid Gällö)
- Länsväg Z 567 (vid Gällö)
- Länsväg Z 564 (vid Karlstjärn)
- Länsväg Z 707 (vid Revsund)
- Länsväg Z 706 (vid Revsund)
- Länsväg Z 550 (vid Revsund)
- Länsväg Z 570 (vid Rensved)
- Länsväg Z 568.01 (vid Lockne)
- Europaväg 45 (vid Brunflo)